# Arthur Mülverstedt
Arthur Ferdinand August Mülverstedt (Gebesee, 30 juni 1894 - Loega, 10 augustus 1941) was een Duitse SS-Gruppenführer. Hij was een Generalleutnant bij de Schutzpolizei.

## Leven
Hij was de zoon van een boer. Hij ging in zijn geboortestad naar de basisschool, waarna hij naar het gymnasium in Erfurt ging. In maart 1914 legde hij zijn eindexamen af. Hierna trad hij als Fahnenjunker toe tot het Infanterie-Regiment „von Horn“ (3. Rheinisches) Nr. 29. Vanaf augustus 1914 was hij als peloton-, compagnie- en bataljonscommandant in de Eerste Wereldoorlog actief. Meervoudig onderscheiden werd hij in de rang van een Oberleutnant ontslagen uit de Deutsches Heer.
Hij trad daarna in dienst van de politie. In Berlijn werkte hij als Hauptmann der Sicherheitspolizei en klom op tot commandant van de Landespolizei in Hannover die hij in de rang van een Oberstleutnant bekleedde.
Hij werd nog voor de machtsovername, in 1932 lid van de NSDAP. In maart 1935 stapte hij over naar de Wehrmacht, en werd daar stafofficier in het Infanterie-Regiment 102. Later werd hij commandant van het Infanterie-Bataillon 68. Begin oktober 1936 keerde hij terug in politiedienst, waar hij als plaatsvervanger van de Generalinspekteur der Schutzpolizei des Reiches in het hoofdkantoor van de Ordnungspolizei werkte.
Op 20 april 1938 werd Mülverstedt lid van de SS en kreeg de rang van een SS-Oberführer. Een jaar later was hij al bevorderd tot SS-Brigadeführer. Op 6 oktober 1940 werd hij tot Generalleutnant der Schutzpolizei en op 9 november 1940 tot SS-Gruppenführer bevorderd. Na de Duitse bezetting van Tsjecho-Slowakije nam hij extra leidinggevende politiefuncties in Ostmark en in Sudetenland over.
Aan het begin van de Tweede Wereldoorlog was hij in het kielzog van het 4e Leger tijdens de aanval op Polen, commandant van de politiegroep 5 en Befehlshaber der Ordnungspolizei (BdO) in het gebied van het Armeeoberkommandos 4. Hij was met de "zuiveringen" in Bromberg na de Bloedige Zondag belast. Van maart 1940 tot november 1940 was hij de commandant van het militair oefenterrein in Wandern. Van 12 november 1940 tot zijn dood op 10 augustus 1941, was hij commandant van de 4. SS-Polizei-Panzergrenadier-Division. Op 10 augustus 1941 sneuvelde Mülverstedt ten zuiden van Loega door vijandelijk artillerievuur.

## Familie
Op 14 mei 1921 trouwde Mülverstedt met Anne Klagges (geboren 30 oktober 1896 in Leer/Oost-Friesland). Zij was ook lid van de NSDAP met nummer: 1 274 059 (lid geworden op 30 juli 1932). Zij kwam om leven tijdens een geallieerde luchtaanval op Berlijn op 6 maart 1944. Het echtpaar had drie kinderen, één zoon (Claas, geboren op 10 juli 1927) en twee dochters (Inge, geboren op 18 april 1922 en Marie Luise geboren 5 maart 1925). Claas was een Luftwaffe-helper gedurende de Tweede Wereldoorlog. Een van de dochters, Inge trouwde met Leutnant d.R. Walter Schüttel, hij sneuvelde aan het oostfront. De andere dochter Marie Luise genaamd deed dienst in de RAD.

## Carrière
Mülverstedt bekleedde verschillende rangen in zowel de Deutsche Heer als Heer. De volgende tabel laat zien dat de bevorderingen niet synchroon liepen.
| Datum                                              | Deutsche Heer | Polizei                             | Heer           | Allgemeine-SS    |
| -------------------------------------------------- | ------------- | ----------------------------------- | -------------- | ---------------- |
| 14 maart 1914                                      | Fahnenjunker  | —                                   | —              | —                |
| 14 maart 1915- 28 oktober 1915                     | Leutnant      | —                                   | —              | —                |
| 20 juni 1918                                       | Oberleutnant  | —                                   | —              | —                |
| 15 september 1919                                  | —             | Oberleutnant der Sicherheitspolizei | —              | —                |
| Juli 1921                                          | —             | Hauptmann der Sicherheitspolizei    | —              | —                |
| 11 augustus 1932                                   | —             | Major der Schutzpolizei             | —              | —                |
| 14 september 1933                                  | —             | Oberstleutnant der Landespolizei    | —              | —                |
| 16 maart 1935                                      | —             | —                                   | Oberstleutnant | —                |
| 1 oktober 1936                                     | —             | Oberst der Schutzpolizei            | —              | —                |
| 20 april 1937                                      | —             | Generalmajor der Schutzpolizei      | —              | —                |
| 12 maart 1938                                      | —             | —                                   | —              | SS-Mann          |
| 20 april 1938 (RDA vanaf 12 maart 1938)            | —             | —                                   | —              | SS-Oberführer    |
| 20 april 1939                                      | —             | —                                   | —              | SS-Brigadeführer |
| 6 oktober 1940 (met ingang vanaf 1 september 1940) | —             | Generalleutnant der Schutzpolizei   | —              | —                |
| 9 november 1940                                    | —             | —                                   | —              | SS-Gruppenführer |

## Lidmaatschapsnummers
- NSDAP-nr.: 1 331 860 (lid geworden 30 juli 1932[3][9][10])
- SS-nr.: 292 712 (lid geworden 20 april 1938[3][9][10])

## Onderscheidingen

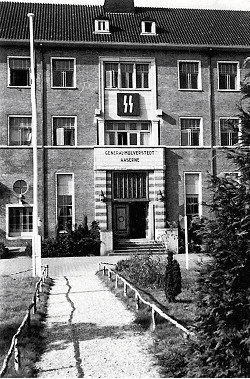
Het Duits hoofdkwartier in het Klein Seminarie aan de Arnhemseweg 348 te Apeldoorn. Het werd vernoemd naar generaal Mülverstedt.

- IJzeren Kruis 1914, 1e klasse en 2e klasse[9][10][3][4]
- Herhalingsgesp bij IJzeren Kruis 1939, 1e klasse en 2e klasse[9][10][4]
- Ridderkruis in de Huisorde van Hohenzollern met Zwaarden op 27 september 1918[9][10]
- Erekruis voor Frontstrijders in de Wereldoorlog[9][10][4]
- Anschlussmedaille[9][10][4]
- Medaille ter Herinnering aan de 13e Maart 1938[10][4]
- Dienstonderscheiding van de NSDAP in brons[10]
- Dienstonderscheiding van Leger en Marine, IIIe Klasse (12 jaar)[10] in 1936[4]
- Julleuchter der SS in december 1938[10][4]
- Dienstonderscheiding van de Politie, 1e Klasse (goud)[10][4]
- Gewondeninsigne 1918 in zwart[9][10][3][4]
- Deutsches Schutzwall-Ehrenzeichen[9]

## Trivia
Mülverstedt was de eerste SS-generaal (divisiecommandant) die sneuvelde tijdens operatie Barbarossa. Het Duitse hoofdkwartier in het Klein Seminarie op de Arnhemseweg 348 te Apeldoorn, werd vernoemd naar Mülverstedt.